# Bruno Oteiza
Bruno Oteiza (San Sebastián, 1970) es un cocinero español.

## Biografía
Cocinero mediático (Teledonosti, Telecinco, La Sexta, Nova, Canal Gourmet y Hogar Útil), comenzó en la cocina siendo muy joven. Su periplo formativo le llevó a restaurantes como el Mgescq, en Le Cabanon (Francia), el Kokotxa, de Inaxio Muguruza, el Samarri con Trucha Sarasua, y el hotel de Londres, con Antxon Araneta, uno de sus pilares educativos. Posteriormente llegó a Melilla, y de allí al Akelarre con Pedro Subijana, el Café de Oriente de Madrid, con Kenji Morita, donde aprendió cocina oriental de la que es gran seguidor, y en el hotel Cristina de Fregenal de la Sierra, en Badajoz. De allí se trasladó a México, D. F., donde pasaría por las cocinas del Faro de Belgrado, el restaurante La Barandilla y, en los últimos diez años, en el restaurante Tezka, de la mano de Juan Mari Arzak, que asesora al establecimiento. Considera a Arzak como uno de los mejores cocineros del mundo, además de uno de sus mejores amigos y un gran profesor.
Oteiza es, en la actualidad (2010), propietario de los restaurantes D.O. junto a Pablo San Román, el Biko, considerado entre los 50 mejores del mundo y el restaurante del hotel Grand Velas, de cocina de autor, en Playa Carmen (Riviera Maya, México), todos ellos en México.

## Premios y reconocimientos
- 2010 Su restaurante Biko es incluido en la "The World's 50 Best Restaurant Awards".

## Obra

### Televisión
- A tu lado, programa de Telecinco
- Cocina con Bruno Oteiza, programa de La Sexta y Nova.[4]

### Libros
- Cocina para 2: Las recetas del programa de televisión. Autores: Enrique Fleischmann, Bruno Oteiza, Ramón Roteta. Editor: Bainet Media. 2007. 198 páginas.  ISBN 8496177319, 9788496177314.[5]